# Letiště Heathrow
Letiště Heathrow (London Heathrow Airport, IATA: LHR, ICAO: EGLL) je největší londýnské letiště nacházející se na jeho západě v městské části Hillingdon. Název nese podle osady Heathrow, která byla roku 1944 kvůli výstavbě letiště srovnána se zemí. Heathrow bylo v roce 2018 podle počtu odbavených cestujících nejvytíženější letiště v Evropě a sedmé na světě. V roce 2018 odbavilo letiště 80,1 milionů cestujících při 480 tisících pohybech letadel.
Letiště má dvě vzletové a přistávací dráhy, v plánu je výstavba třetí paralelní dráhy, která by měla být dokončena v roce 2035.

## Historie

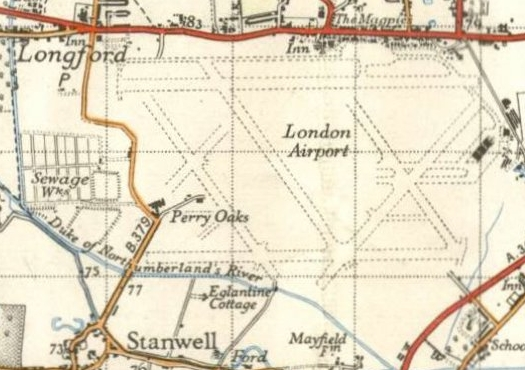
Letiště Heathrow na mapě z roku 1948

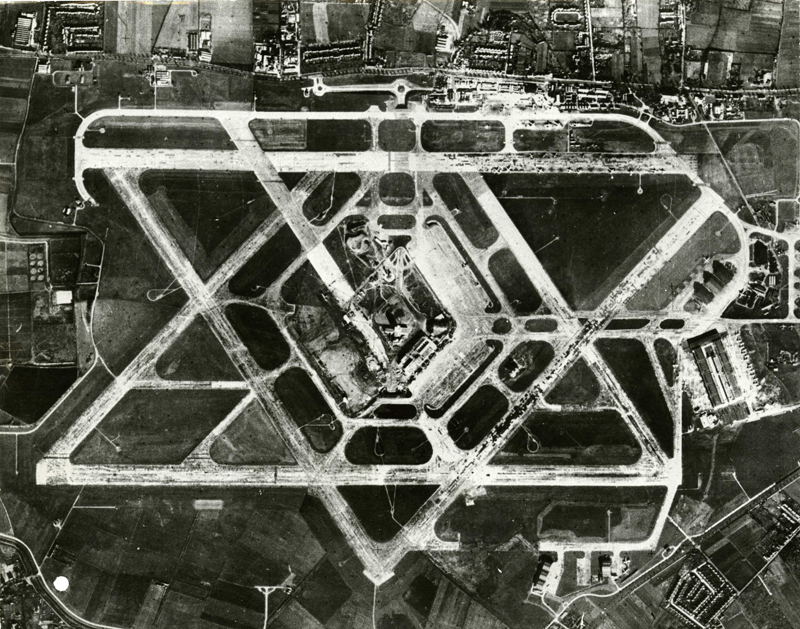
Celkový pohled na letiště, 1955

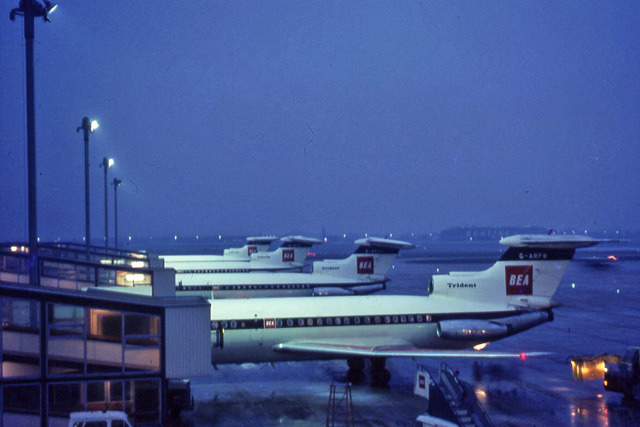
Letadla společnosti British European Airways (BEA) na letišti Heathrow, 1968

Heathrow začalo fungovat jako letiště vlastněné společností Fairey Aviation v 30. letech 20. století, nejprve ve zkušebním provozu. Jméno pochází z názvu obce Heath Row, která stála zhruba tam kde je nyní odbavovací hala číslo 3 a byla zbořena z důvodu stavby letiště. Letiště neodbavovalo komerční lety a hlavním letištěm Londýna byl Croydon Airport.
V roce 1944 bylo Heathrow začleněno pod ministerstvo dopravy, později 1. ledna 1946 pod úřad pro civilní letectví. Prvním civilním letem v tento den byl let do Buenos Aires s mezipřistáním v Lisabonu pro doplnění paliva.
Letiště bylo otevřeno pro plný civilní provoz 31. května 1946. Od roku 1947 mělo Heathrow tři přistávací dráhy a tři další byly ve výstavbě. Tyto starší dráhy byly stavěny pro letadla s pístovými motory, byly krátké a měly různou orientaci tak, aby umožňovaly vzlétnout a přistát letadlům při různém směru větru.
První nová dráha byla slavnostně otevřena, za účasti královny Alžběty II., v roce 1953. Královna také v roce 1955 slavnostně otevřela první odbavovací halu (Europa Building, později odbavovací hala číslo 2). Krátce nato byla uvedena do provozu i další odbavovací hala (Oceanic Terminal, později odbavovací hala číslo 3). Odbavovací hala číslo 1 (Terminal 1) byla otevřena v roce 1968. Koncentrace odbavovacích hal v centru letiště (nepředpokládalo se že cestující budou vyžadovat rozsáhlá parkoviště, protože letecká doprava byla velmi drahá) se stala překážkou rozšíření letiště.
V roce 1977 byla prodloužena trasa metra Piccadilly Line až k letišti Heathrow a tím bylo umožněno spojení do centra Londýna v době pod jednu hodinu.
Odbavovací hala číslo 4 byla postavena mimo tři původní haly na jih od jižní přistávací dráhy. Hala byla uvedena do provozu v roce 1986 a stala se sídlem nově privatizovaných British Airways. V roce 1987 britská vláda privatizovala Britskou správu letišť (British Airports Authority), která zahrnovala sedm britských letišť, včetně Heathrow. K roku 2019 je to skupina společnosti Heathrow Airport Holdings Limited (dříve BAA Limited). Po prodeji letišť Aberdeen, Glasgow a Southampton v roce 2014 je hlavní činností společnosti Heathrow provoz letiště Heathrow.
V roce 2009 Terminál 4 prošel významnou rekonstrukcí za účelem zlepšení zařízení. V roce 2014 byl otevřen zcela nový terminál 2. První letecká společnost, která sem přešla, byly United Airlines. V roce 2015 byl Terminál 1 po 47 letech uzavřen. Dne 1. června 2015 komise pro letiště ve Velké Británii doporučila rozšíření Heathrow. Podle údajů z roku 2019 cestuje přes toto letiště 78 milionů cestujících ročně.

## Doprava na letiště
Heathrow je dosažitelné z blízké dálnice M4 (odbavovací haly 1–3) a M25 (haly 4 a 5). U letiště jsou parkovací plochy pro krátkodobé a dlouhodobé parkování.
Dostupnost městskou hromadnou dopravou je dostatečná se třemi stanicemi metra (Terminals 1–3, Terminal 4 a Hatton Cross) a dvěma zastávkami linky Heathrow Express (rychlejší ale znatelně dražší varianta dopravy – pravidelné spojení každých cca 15 minut, doba jízdy cca 15 minut, cena cca 18 £).
Další informace o dopravě na Heathrow - Heathrow Express.

## Spojení s Českem
V dnešní době létá do Londýna cca 5-6 letadel British Airways denně, s letadli Airbus A319 nebo A320. V minulosti do Prahy British Airways létala s letadly Boeing 737, BAC1-11-510, HS121 Trident 2E, několikrát se na této trase ukázaly také Airbus A321, Boeing 757, 767 nebo Concorde, který předvedla společnost v Praze jako první.

## Vybavení

Letiště Heathrow z výšky

Letiště Heathrow využívá více než 89 leteckých společností létajících do 214 destinací v 84 zemích. Letiště je primárním uzlem British Airways a je základnou pro Virgin Atlantic . Má čtyři terminály pro cestující (číslované 2 až 5) a nákladní terminál. V roce 2021 Heathrow obsloužilo 19,4 milionu cestujících, z toho 17 milionů mezinárodních a 2,4 milionu vnitrostátních. Vůbec nejrušnějším rokem byl rok 2019, kdy letištěm cestovalo 80,9 milionu cestujících.

Plánované umístění třetí ranveje

### Terminál 2
Nejnovější terminál letiště, oficiálně známý jako Queen's Terminal, byl otevřen 4. června 2014 a má 24 bran.  Navrhl jej španělský architekt Luis Vidal a byl postaven na místě, které bylo obsazeno původním terminálem 2 a budovou Queens.  Hlavní komplex byl dokončen v listopadu 2013 a před otevřením pro cestující prošel šestiměsíčním testováním. Zahrnuje satelitní molo (T2B), parkoviště s kapacitou 1 340 míst a chladicí stanici pro výrobu chlazené vody. Je zde 52 obchodů a 17 barů a restaurací.

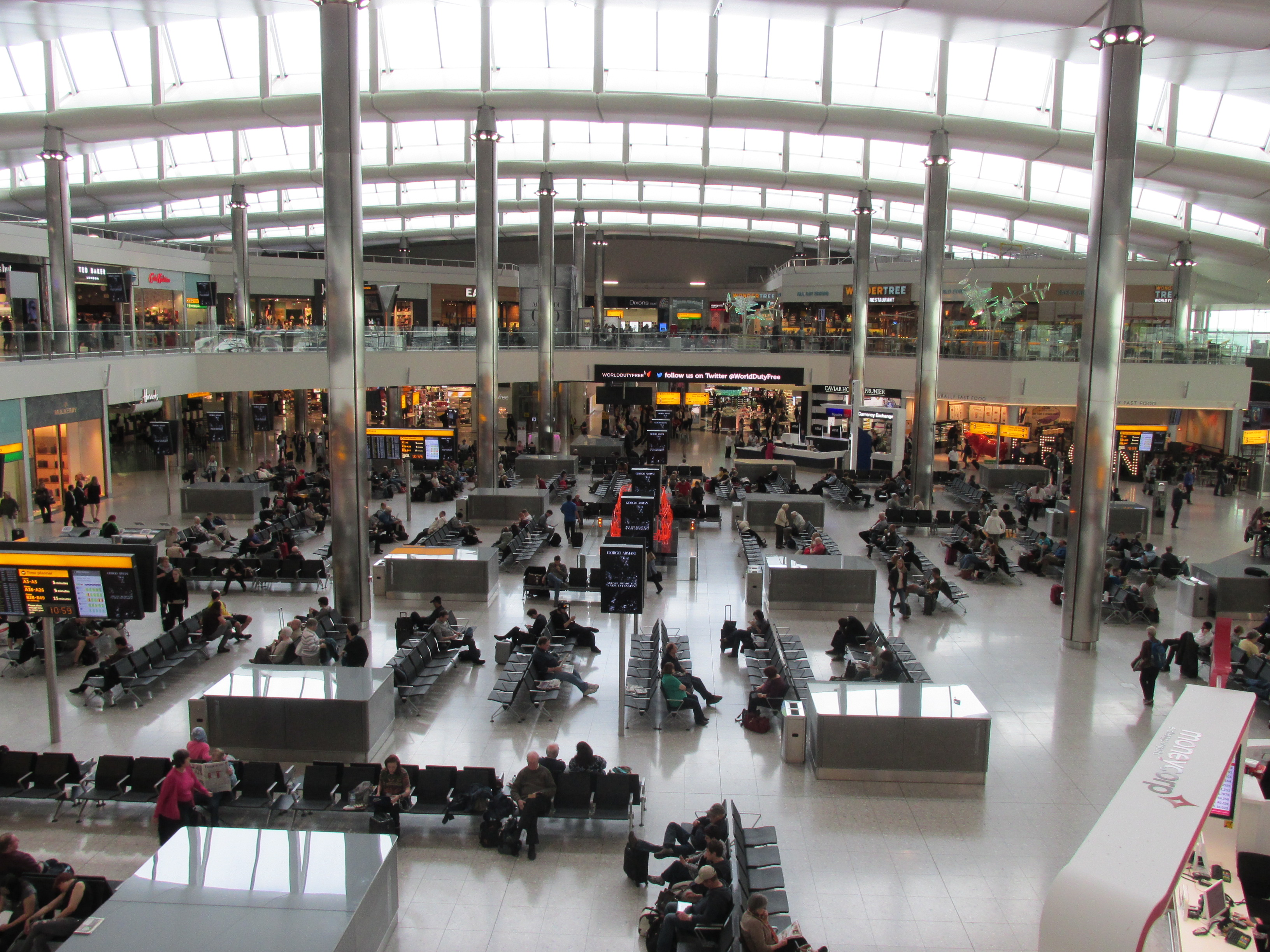
Nově postavený terminál 2

Aerolinky se během šesti měsíců přestěhovaly ze svých původních míst, přičemž během prvních šesti týdnů odtud operovalo pouze 10 % letů ( transatlantické lety United Airlines ), aby se vyhnuly problémům s otevřením terminálu 5. Dne 4. června 2014 se United stala první letecká společnost, která se přesunula na terminál 2 z terminálů 1 a 4, následuje All Nippon Airways , Air Canada a Air China z terminálu 3. Air New Zealand , Asiana Airlines , Croatia Airlines , LOT Polish Airlines , South African Airways a TAP Air Portugal se nastěhovaly 22. října 2014.
Lety využívající terminál 2 primárně pocházejí ze severní Evropy nebo ze západní Evropy. Primárně jej využívají letecké společnosti Star Alliance. Terminál také používá několik nezávislých leteckých společností. Terminál 2 je jedním ze dvou terminálů, které provozují britské a irské vnitrostátní lety. Přestože je Scandinavian Airlines nyní od 1. září 2024 součástí aliance SkyTeam tak i nadále používá Terminál 2.
Původní Terminál 2 byl otevřen jako Europa Building v roce 1955 a byl nejstarším terminálem letiště. Měl rozlohu 49 654 m 2 a byl navržen tak, aby odbavil přibližně 1,2  milionu cestujících ročně. V posledních letech pojal až 8 milionů. Za dobu své existence terminálem prošlo celkem 316 milionů cestujících. Budova byla zbořena v roce 2010.

### Terminál 3

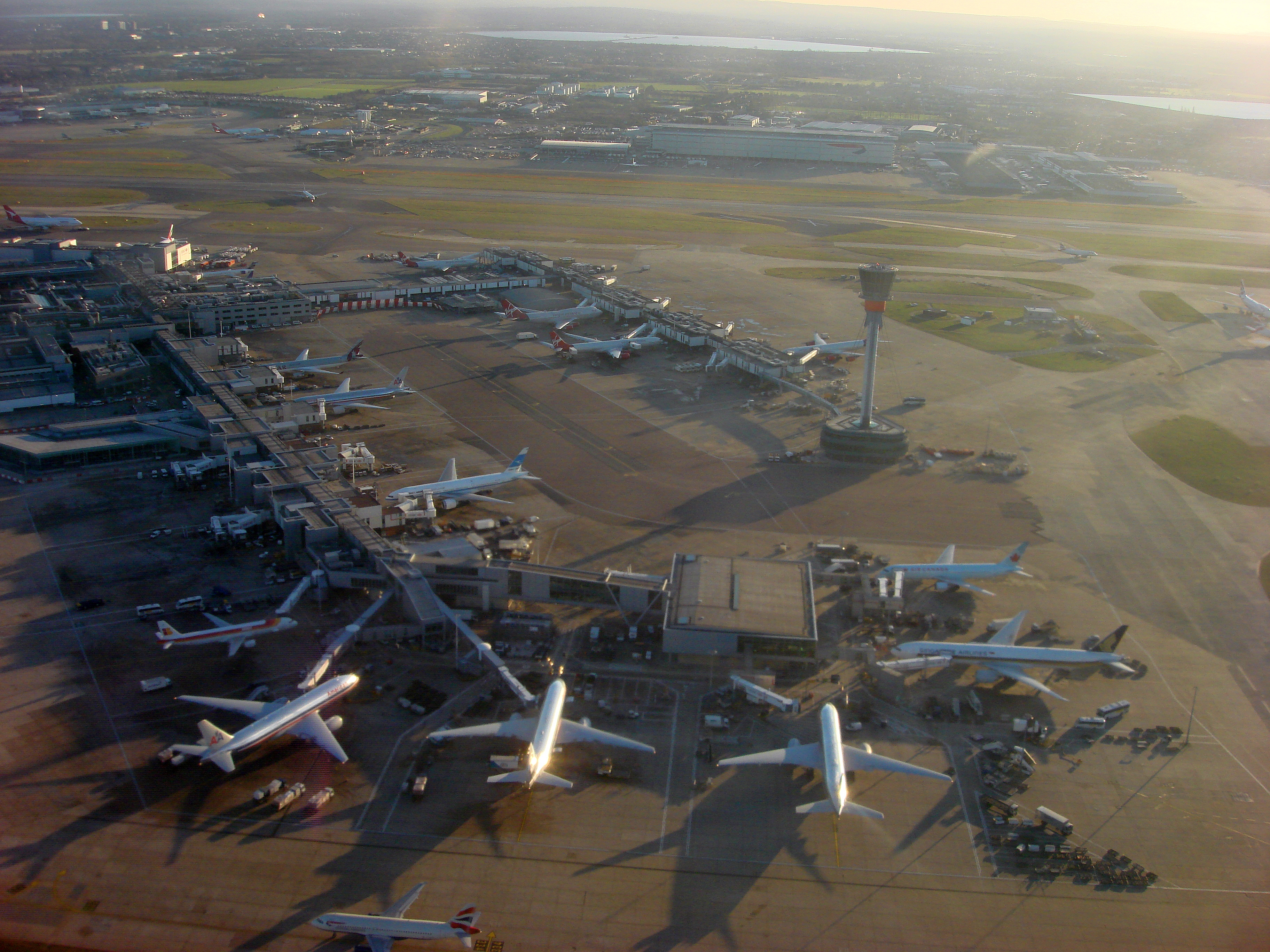
Terminál 3 z ptačí perspektivy

Terminál 3 byl otevřen jako Oceanic Terminal dne 13. listopadu 1961 pro odlety letů na dálkové trasy pro zahraniční dopravce do Spojených států a Asie. V té době mělo letiště ze zahrad na střeše budovy terminálu přímé vrtulníkové lety do centra Londýna. V roce 1968 byl přejmenován na Terminál 3 a v roce 1970 byl rozšířen o příletovou budovu. Mezi další přidaná zařízení patřil první travelátor ve Spojeném království. V roce 2006 bylo dokončeno nové molo 6 za 105 milionů liber pro umístění superjumba Airbus A380 společností Emirates a Qantas provozují pravidelné lety z terminálu 3.
Od roku 2013 má Terminál 3 rozlohu 98 962 m 2 (1 065 220 čtverečních stop) s 28 branami a v roce 2011 odbavil 19,8  milionů cestujících na 104 100 letech
Většina letů z terminálu 3 jsou dálkové lety ze Severní Ameriky, Asie a dalších cizích zemí mimo Evropu. Terminál 3 je domovem členů Oneworld (s výjimkou Malaysia Airlines , Qatar Airways a Royal Air Maroc , z nichž všechny využívají Terminál 4), členů SkyTeamu Aeroméxico , China Airlines , Delta Air Lines , Middle East Airlines , Virgin Atlantic a několika dopravci na dlouhé vzdálenosti. British Airways také provozuje několik letů z tohoto terminálu, stejně jako Iberia a Vueling.

### Terminál 4

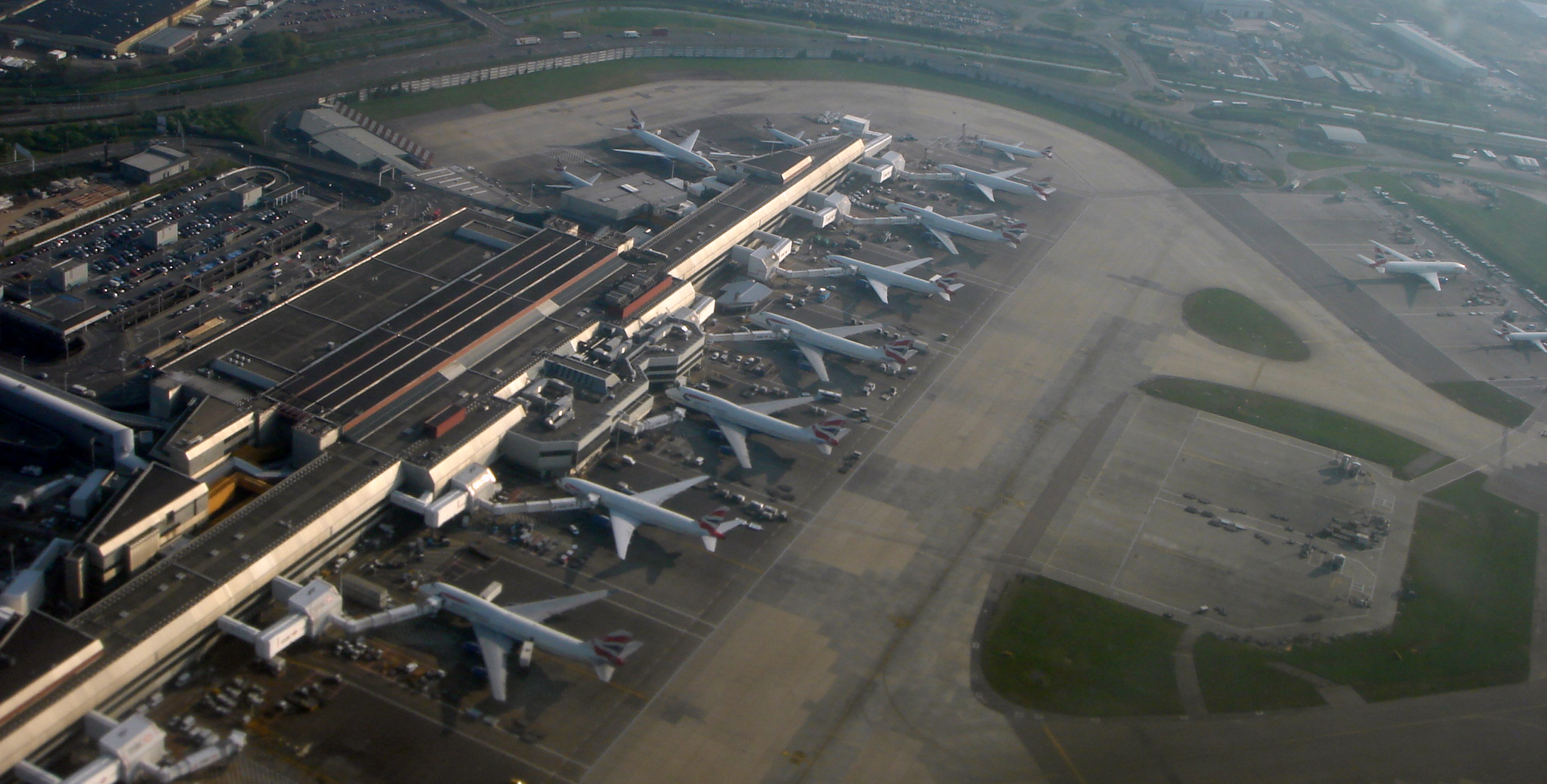
Terminál 4 pohled z ptačí perspektivy

Terminál 4 byl otevřen v roce 1986 a má 22 bran. Nachází se na jih od jižní ranveje vedle nákladního terminálu a je spojen s terminály 2 a 3 nákladním tunelem Heathrow. Terminál má rozlohu 105 481 m 2 (1 135 390 čtverečních stop) a nyní je domovem aliance SkyTeam, kromě Scandinavian Airlines , které používají Terminál 2, a China Airlines, Aeroméxico, Delta Air Lines, Middle East Airlines a Virgin Atlantic, které používají Terminál 3. Na terminálu 4 jsou domovem Malaysia Airlines, Qatar Airways, Royal Air Maroc a Gulf Air, které sice patří pod Oneworld ale mají zde svoji základnu. Terminál prošel modernizací v hodnotě 200 milionů liber, aby pohl pojmout 45 leteckých společností, snížit dopravní zácpy a zlepšit bezpečnost. Většina letů na terminál 4 jsou z/do východní Evropy, Střední Asie, Severní Afriky.

### Terminál 5

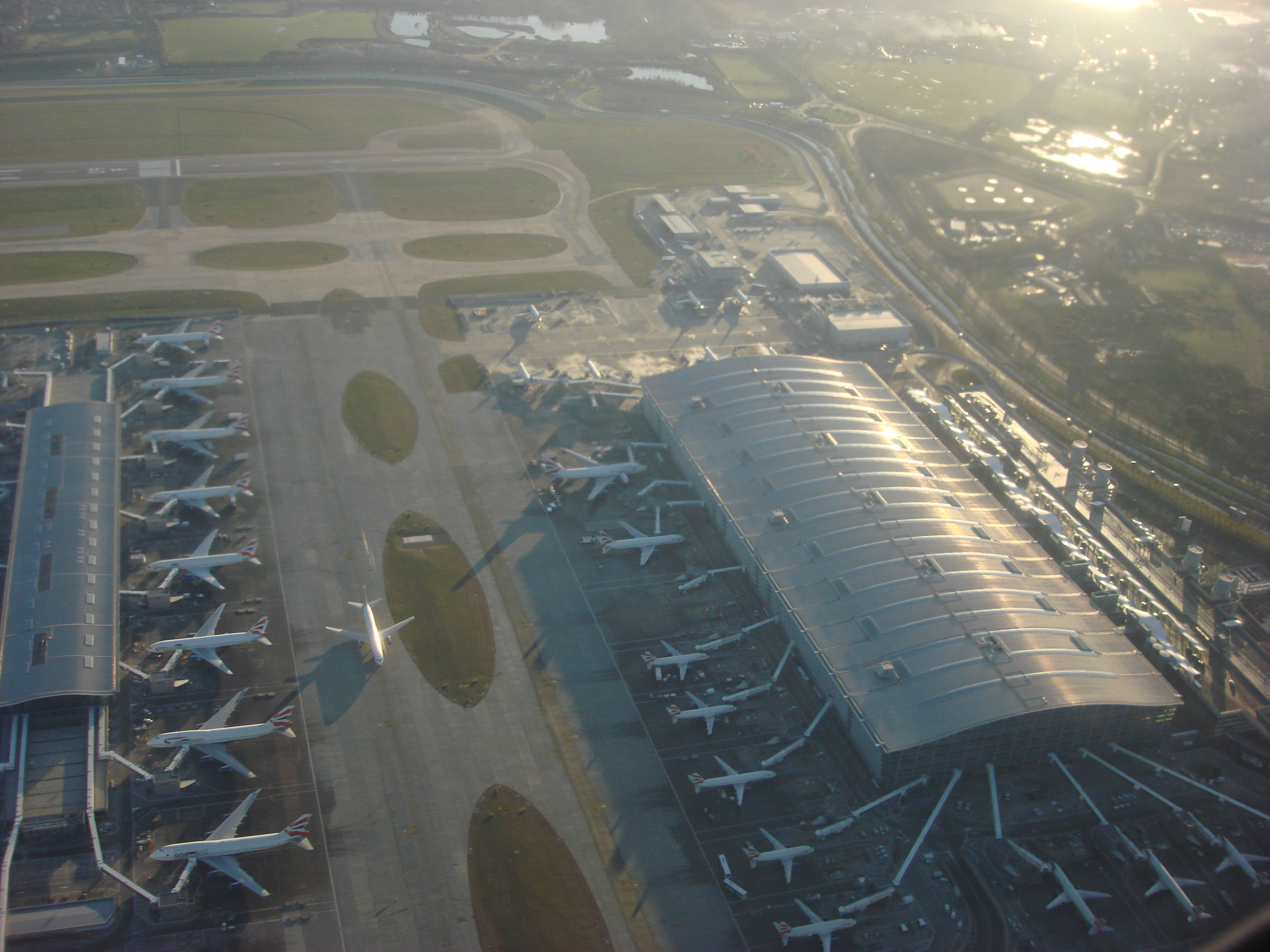
Terminál 5 pohled z ptačí perspektivy

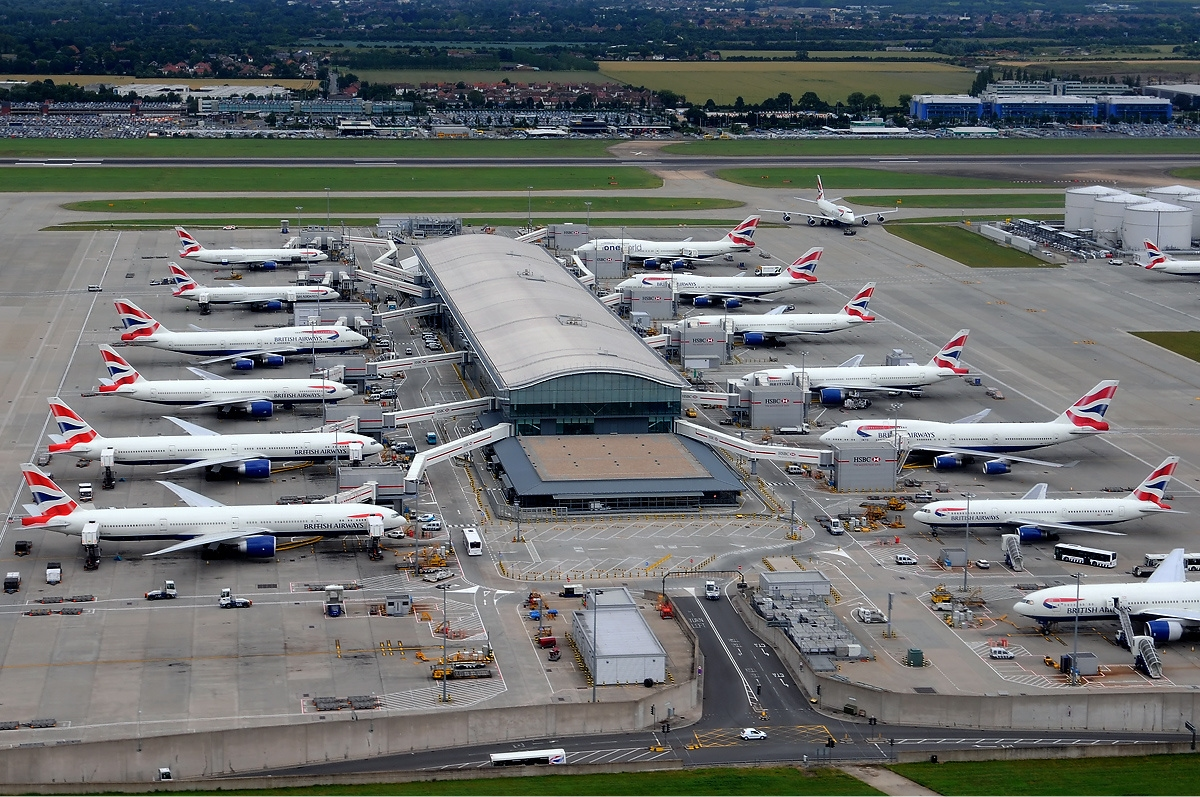
Letadla British Airways na terminálu 5C

Terminál 5 leží mezi severní a jižní ranvejí na západní konci areálu letiště. Veřejnost se do něj poprvé podívala 14. března 2008 a stavba trvala přibližně 6 let. Terminál 5 používá výhradně British Airways jako svůj globální uzel.
Terminál postavený za 4,3 miliardy liber se skládá ze čtyřpatrové hlavní budovy terminálu (Concourse A) a dvou satelitních budov spojených s hlavním terminálem podzemním dopravním systémem pro lidi . Hala A je věnována úzkotrupé flotile British Airways pro lety po Spojeném království a zbytku Evropy, první satelit (Concourse B) obsahuje vyhrazené stojany pro širokotrupou flotilu British Airways a Iberia s výjimkou Airbusu A380 a druhý satelit (Concourse C), obsahuje 7 vyhrazených stojanů pro letadla pro A380. Plně zprovozněn byl 1. června 2011. Terminál 5 byl zvolen nejlepším letištním terminálem Skytrax World 2014 ve výročních cenách World Airport Awards.
Hlavní budova terminálu (Concourse A) má rozlohu 300 000 metrů čtverečních (3 200 000 čtverečních stop), zatímco hala B pokrývá 60 000 metrů čtverečních (650 000 čtverečních stop). Terminál 5 má 60 stání pro letadla a kapacitu pro 30 milionů cestujících ročně a také více než 100 obchodů a restaurací. Je také domovem salonku vlajkové lodi British Airways, Concorde Room, spolu se čtyřmi dalšími salonky značky British Airways. Jedním z těchto salonků je British Airways Arrivals Lounge, který se nachází v příletové části.

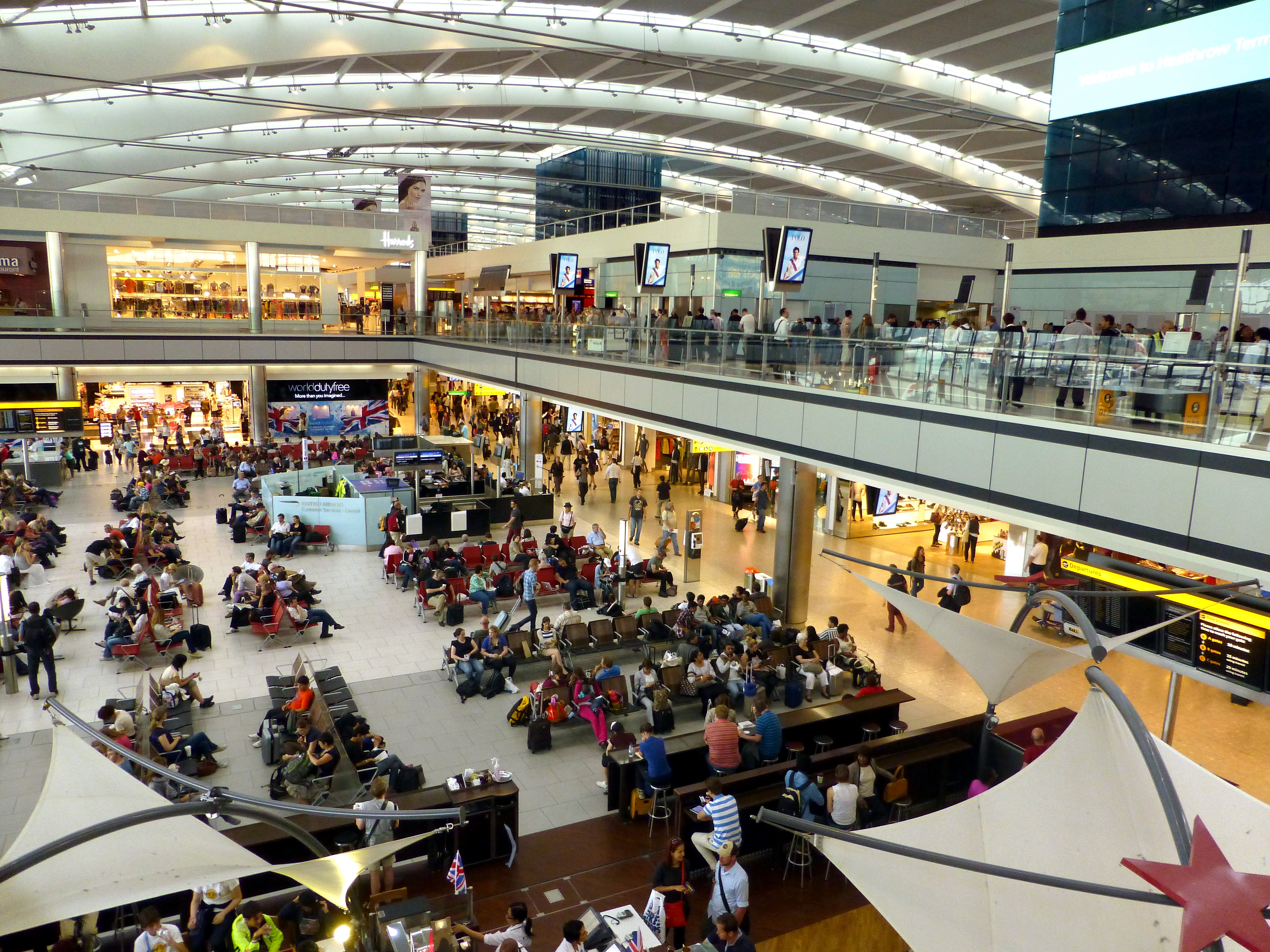
Centrální čekárna na Terminálu 5

Další budova, označená jako hala D (Courcourse D) může být ještě postavena na východ od stávajícího areálu, což poskytne až dalších 16 stání. Po sloučení British Airways se společností Iberia se to může stát prioritou, protože spojený byznys bude vyžadovat společný terminál na Heathrow, aby se maximalizovaly úspory nákladů předpokládané v rámci dohody. Návrh na halu D (Concourse D) byl uveden v Heathrow's Capital Investment Plan 2009.
Dopravní síť v okolí letiště byla rozšířena, aby se vyrovnala s nárůstem počtu cestujících. Nové zastávky obou Heathrow Express a metra Piccadilly line obsluhují novou sdílenou stanici Heathrow Terminal 5. Vyhrazený dálniční výběžek spojuje terminál s dálnicí M25. Terminál má 3800 parkovacích míst ve více podlažích. Vzdálenější dlouhodobé parkoviště pro cestující je s terminálem propojeno osobním rychlým tranzitním systémem Heathrow Pod, který byl uveden do provozu na jaře roku 2011. Automatizovaný systém pro přesun lidí (APM), známý jako Tranzit, přepravuje cestující na letišti mezi hlavní budovou terminálu a samostatně stojícími halami.

### Přiřazení terminálu
Od roku 2025 jsou čtyři terminály pro cestující na letišti Heathrow přiděleny takto:
Terminál 2 (Queen's terminal)
- Star Alliance
- SkyTeam (Scandinavian Airlines)
- Několik nezávislých leteckých společností

Terminál 3 (Oceanic terminl)
- Oneworld (kromě Iberia, Malaysia Airlines, Royal Air Maroc a Qatar Airways)
- SkyTeam (Aeroméxico, China Airlines, Delta Air Lines, Middle East Airlines, Virgin Atlantic)
- British Airways (některé destinace)
- Aerolinky HNA Aviation Group (Hainan Airlines, Tianjin Airlines, Capital Airlines)
- Několik nezávislých leteckých společností

Terminál 4
- SkyTeam (kromě Aeroméxico, China Airlines, Delta Air Lines, Middle East Airlines, Virgin Atlantic a Scandinavian Airlines)
- Většina nezařazených leteckých společností

Terminál 5
- British Airways (většina destinací)
- Iberia